# Kenja no mago
Kenja no mago (賢者の孫? lett. "Il nipote del saggio") è una serie di light novel scritta da Tsuyoshi Yoshioka e illustrata da Seiji Kikuchi. Diciassette volumi sono stati pubblicati da Enterbrain, sotto l'etichetta Famitsū Bunko, dal 30 luglio 2015 al 29 novembre 2022. Un adattamento manga ha iniziato la serializzazione sul sito web Young Ace Up di Kadokawa Shoten il 1º marzo 2016, mentre un adattamento anime prodotto da Silver Link è stato annunciato il 22 settembre 2017 e trasmesso dal 10 aprile al 26 giugno 2019.

## Trama
Una sera un impiegato, a causa del duro lavoro, attraversa inavvertitamente la strada col rosso venendo investito da un veicolo, per poi reincarnarsi in un universo di tipo fantasy mantenendo le proprie memorie. Sopravvissuto a una strage da infante, viene adottato e cresciuto dal potente mago Merlin Wolford, detto il saggio, che lo prende con sé, decidendo di crescerlo come se fosse il suo stesso nipote e dandogli il nome Shin. Shin scopre di possedere innate abilità magiche, e sotto la guida di Merlin acquisisce un enorme potere. Quando però il ragazzo raggiunge i 15 anni, Merlin ammette di avergli insegnato tutto tranne che il senso comune, avendolo allevato in una foresta lontano da coetanei e dalla città. Diseum, re del Regno di Earlshide, raccomanda a Shin di frequentare la sua Accademia di magia, con l'accordo di non usarlo per la guerra politica. Nella capitale, Shin salva due ragazze, Maria e Sicily, e più tardi inaugurerà un club che comprende lui e altri suoi nuovi amici.

## Personaggi

### Gruppo di Studio Magico Finale

A partire da sinistra in seconda fila: Shin, Mark, Tony, Thor, August e Julius. In prima fila da sinistra: Olivia, Lynn, Alice, Maria, Sicily e Yuri

Shin Wolford (シン＝ウォルフォード?, Shin Worufōdo)
Doppiato da: Yūsuke Kobayashi
Un impiegato giapponese che, a causa del duro lavoro, attraversa la strada col rosso e venendo investito, per poi rinascere in un altro mondo con i suoi ricordi intatti. Viene allevato e allenato da Merlin Wolford, il quale lo trovò come unico sopravvissuto dell'attacco di un demone, e in seguito anche da Melida Bowen e Michel Collins, rendendo così le sue abilità magiche e di combattimento oltre la Classe S. Shin può anche creare e modificare oggetti magici rendendoli al livello di un tesoro nazionale. Tuttavia, essendo cresciuto nei boschi, le sue abilità sociali e verbali sono un po' carenti. È il fondatore del Gruppo di Studio Magico Finale e ovviamente il miglior studente dell'Accademia di magia di Classe S. Come suo nonno, può lanciare la magia senza componenti verbali o somatici (dal momento che considera i nomi degli incantesimi ad alta voce imbarazzanti) e ha creato molti incantesimi unici, come il portale e spazi extra dimensionali per gli oggetti. Sulla base dei ricordi del suo mondo precedente, la conoscenza di Shin della scienza e dell'astronomia rivoluziona gli strumenti magici del mondo. Durante la pausa estiva, Shin e i suoi nonni si sono allenati intensivamente con il Gruppo di Studio Magico Finale per prepararsi a massicce ondate di demoni, creando inoltre un'unità speciale chiamata Ultimate Magicians, sperando di evitare che altri studenti venissero coinvolti in guerra. Rimane molto colpito quando incontra per la prima volta Sicily, ed è felicissimo quando diventa la sua fidanzata. Il suo titolo è Signore dei Demoni, anche se non gli piace.
August von Earlshide (アウグスト＝フォン＝アールスハイド?, Augusuto fon Ārusuhaido)
Doppiato da: Shohei Komatsu
Figlio del re Diseum e principe ereditario del regno di Earlshide, chiamato anche "Aug" o "Gus" dai suoi amici. È rispettato dai suoi pari e, come suo padre, considera le proprie capacità ma non usa la sua influenza se non è necessario. Fin da subito Shin e Aug hanno formato una relazione tra cugini, sentendosi a proprio agio con una persona che lo tratta come un amico, anche se a volte gli piace manipolarlo per agire su certe questioni. Inoltre tiene Shin prudente dall'introdurre nuove magie e strumenti che potrebbero sconvolgere l'equilibrio del mondo. Il suo titolo è Dio del tuono ed è il secondo di Classe S.
Maria von Messina (マリア＝フォン＝メッシーナ?, Maria fon Messhīna)
Doppiata da: Yuki Wakai
La seconda figlia dai capelli rossi di una contessa e amica di Sicily. Maria si dimostra molto più matura di quanto appaia; è anche una fan ossessiva di Merlin e Melida. Si diverte a stuzzicare Sicily per la sua cotta verso Shin e cerca di offrire il suo sostegno nella loro relazione. A causa della sua indifferenza, Shin non la tratta come la figlia di un nobile. Il suo titolo è Valchiria ed è la terza di Classe S.
Sizilien "Sicily" von Claude (シシリー＝フォン＝クロード?, Shishirī fon Kurōdo)
Doppiata da: Rina Honizumi
Una bella e timida ragazza dai capelli blu che viene chiamata Santa, ed è la terza figlia e quarta erede del visconte Claude. Sicily è modesta con quello che molti considerano le caratteristiche più belle. Rimane colpita da Shin la prima volta che lo incontra dopo aver salvato lei e Maria da un gruppo di teppisti. Sicily eccelle nella magia di guarigione, e grazie alle lezioni di Shin è diventata seconda solo a lui. È la quarta di Classe S e ha ricevuto il titolo di Fanciulla Sacra per aver salvato i civili nel Regno di Sweedes, aumentando la sua popolarità, incluso il suo fidanzamento con Shin. Viene presa di mira da Zest e dal suo osservatore, poiché è considerata la debolezza di Shin.
Alice Corner (アリス コーナー?, Arisu Kōnā)
Doppiata da: Miyu Kubota
Una ragazza bionda con una personalità vivace e allegra ma infantile, e suo padre è un contabile della Compagnia Hague. Nonostante sia considerata un'adulta (15 anni), Alice è anche la più piccola fisicamente. È classificata quinta di Classe S.
Thor von Flegel (トール フォン フレーゲル?, Tōru fon Furēgeru)
Doppiato da: Arisa Shida
Figlio maggiore di un barone e amico d'infanzia del principe August, nonché parte della sua scorta. Thor ha i capelli e gli occhiali color argento. Desidera essere nominato cavaliere anche se alcune persone sono perplesse per il suo aspetto molto effeminato. Inizialmente lui e Julius non parlano in modo libero a Aug, fino a quando non vedono lui e Shin interagire senza alcuna attenzione al proprio status, e acquisiscono maggiore sicurezza nel tempo. È classificato sesto di Classe S.
Lynn Hughes (リン ヒューズ?, Rin Hyūzu)
Doppiata da: Megumi Yamaguchi
Una bambina minuta, leggermente più alta di Alice e con degli occhiali sportivi; suo padre è un mago di corte. Lynn è entusiasta di imparare la magia quando si tratta di essere sotto la tutela di Shin. A causa della sua magia incontrollabile, Shin la chiama la "Ragazza magica sfrenata", qualcosa di cui sembra essere felice, anche se non era un complimento. Insieme al nome, è classificata settima di Classe S.
Yuri Carlton (ユーリ カールトン?, Yūri Kāruton)
Doppiata da: Juri Nagatsuma
Una formosa studentessa che è stata personalmente istruita dal suo idolo Melida, il quale l'ha definita la "Successore della Guru". Yuri si veste con la maglietta che si stende leggermente mostrando i suoi grandi seni. La sua specialità è la magia di incantamento. È classificata ottava di Classe S.
Tony Freyd (トニー フレイド?, Tonī Fureido)
Doppiato da: Chiaki Kobayashi
Un bel ragazzo di una famiglia di cavalieri, tuttavia ha deciso di frequentare l'Accademia di magia. Tony è una persona rilassata che di solito si fa trasportare, non rispetta l'ambiente dei cavalieri ed è più interessato a flirtare con le ragazze. Tony è uno dei pochi maghi che eccellono nella scherma oltre a Shin. È classificato nono di Classe S.
Julius von Littenheim (ユリウス フォン リッテンハイム?, Yuriusu fon Rittenhaimu)
Doppiato da: Keisuke Komoto
Figlio maggiore di un duca e amico d'infanzia del principe August che lo serve come scorta insieme a Thor. Julius ha un corpo muscoloso in quanto proviene da una famiglia di cavalieri. La sua relazione con Aug è simile a quella di Thor e cambia di conseguenza. Julius parla anche con un tono da samurai e Shin lo scambia per un vero cavaliere, finché non invita l'intero gruppo al suo resort sulla spiaggia di famiglia. È classificato decimo di Classe S.
Mark Bean (マーク ビーン?, Māku Bīn)
Doppiato da: Shota Hayama
È un ragazzo sportivo che vive in una famiglia di fabbri, nonché fidanzato di Olivia. È un buon amico della Classe S, indipendentemente dal fatto che sia un nuovo arrivato. Suo padre è un uomo serio che tiene organizzati i suoi lavoratori, anche se immediatamente si rivela educato verso la nobiltà, come August o Shin. Mark è disposto a implementare le idee di Shin, sull'invenzione delle spade distaccate e i dispositivi di comunicazione wireless abilitati con le sue pietre preziose artificiali. Originariamente uno studente di Classe A, si è qualificato per essere nel club di Shin creando uno spazio di archiviazione interdimensionale. La magia di Mark è migliorata così tanto con l'insegnamento di Shin che lui e Olivia vengono ufficialmente inseriti nella Classe S.
Olivia Stone (オリビア ストーン?, Oribia Sutōn)
Doppiata da: Saya Sato
Ragazza attraente la cui famiglia gestisce un ristorante popolare, Olivia ha iniziato come studente di Classe A insieme a Mark, di cui è la fidanzata. Sono gli unici altri studenti dell'Accademia in grado di creare uno spazio di archiviazione interdimensionale, potendo così partecipare alle attività del club di Shin. Tuttavia, lei e Mark sono stati inseriti nella Classe S per aver migliorato i loro poteri magici.

### Personaggi secondari
Merlin Wolford (マーリン＝ウォルフォード?, Mārin Worufōdo)
Doppiato da: Yusaku Yara
L'eroe conosciuto come il Saggio e nonno adottivo di Shin, la cui magia e abilità sono considerate leggendarie, specialmente quando lui e Melida (con cui era sposato in quel periodo) uccisero il re demonoide. Ovunque vadano trovano fan sfegatati e sono considerati la personificazione della grandezza. Tuttavia, mentre insegnava a Shin la magia e il combattimento, il suo allenamento nel senso comune e verbale era un po' scarso.
Melida Bowen (メリダ＝ボーウェン?, Merida Bōwen)
Doppiata da: Gara Takashima
La Grande Guru ed ex moglie di Merlin. Melida ha aiutato a crescere Shin e gli ha insegnato l'abilità nella creazione di equipaggiamenti magici, essendo una dei più grandi creatori di tutti i tempi. Anche se è severa, si preoccupa molto per Shin ed è sempre stupita quando fa qualcosa di inventivo; in certi momenti si arrabbia, a causa della tendenza di Shin di fare le cose senza pensarci responsabilmente. Sta anche lavorando per insegnare a Shin un po' di buon senso.
Diseum von Earlshide (ディセウム フォン アールスハイド?, Diseumu fon Ārusuhaido)
Doppiato da: Mitsuaki Hoshino
L'attuale re del regno di Earlshide. La personalità di Diseum è negligente e preferisce essere chiamata "Zio Dis" da Shin dato che lui stesso lo vede come un nipote. In gioventù, quando frequentava l'Accademia di magia, il corpo studentesco fu arruolato nella sottomissione del primo demonoide. La calamità aveva portato quasi alla distruzione il regno, quando all'improvviso fu testimone della vittoria di Merlin e Melida. Da allora, Diseum ha stretto amicizia con il duo dopo che sono stati acclamati come eroi.
Michel Collins (ミッシェル＝コーリング?, Missheru Kōringu)
Doppiato da: Yoshihisa Kawahara
L'ex generale dell'Ordine dei Cavalieri del Regno di Earlshide; dopo il ritiro ha preso residenza nei boschi. Michel è un istruttore severo, come quando ogni volta viene a sapere che Shin ha fatto qualcosa di non comune aumentando il grado di difficoltà nell'addestramento dell'arte della spada. Proprio per la sua bravura nel combattimento, Michel è noto con il titolo di Santo della Spada.
Siegfried Marquez (ジークフリード マルケス?, Jīkufurīdo Marukesu)
Doppiato da: Makoto Kaneko
Sieg è un mago di corte e una delle due guardie del corpo personali di Diseum, di bell'aspetto e con una personalità disinvolta, cosa che lo porta spesso a litigare con Christina. Lui e Shin si trattano come fratelli.
Christina Hayden (クリスティーナ ヘイデン?, Kurisutīna Heiden)
Doppiata da: Aoi Koga
Chris è una dei Cavalieri Imperiali e una delle due guardie del corpo personali di Diseum. È una persona gentile ma indesiderabilmente un tipo non socievole, cosa che la porta spesso a litigare con Siegfried. Shin vede Chris come una sorella maggiore.
Elizabeth von Koralle (エリザベート＝フォン＝コーラレ?, Erizabēto fon Kōrare)
Doppiata da: Nozomi Kimura
La seconda figlia del duca Koralle e la fidanzata di August.
May von Earlshide (メイ フォン アールスハイド?, Mei fon Ārusuhaido)
Doppiata da: Maya Hinanogi
May è la figlia del re Diseum e sorellina di August. È una grande fan di Melida e si arrabbia con il fratello per non averla subito portata con sé durante il campo estivo. Quando finalmente riesce a imparare con Melida, risulta essere un prodigio.

### Demonoidi
Kurt von Rietsburg (カート＝フォン＝リッツバーグ?, Kāto fon Rittsubāgu)
Doppiato da: Daisuke Masuoka
Un arrogante studente di classe nobile che considera chiunque non nobile indegno. Kurt cerca di usare il suo status per ottenere quello che vuole, che è contro le regole dell'Accademia e della legge reale. Quando viene inserito nella Classe A diventa geloso di Shin, convinto che abbia barato per diventare il migliore studente e di essere stato inserito nella Classe S che dovrebbe appartenergli. Tuttavia non è sempre stato così, ma dopo una visita al laboratorio di Oliver Schtrom durante le medie ha iniziato a comportarsi in questo modo. Il suo odio e l'influenza di Oliver lo fanno diventare un demonoide che attacca la scuola, costringendo Shin a ucciderlo per proteggere tutti i presenti.
Oliver Schtrom (オリバー・シュトロム?, Oribā Shutorōmu)
Doppiato da: Toshiyuki Morikawa
Oliver è il cattivo per antonomasia della serie, un demonoide con l'aspetto di un giovane uomo con lunghi capelli d'argento e occhi rossi. Un tempo era noto come Oliveira von Schtradius, un duca di una famiglia reale dell'Impero Bluespehere. Era un devoto marito per la moglie incinta Aria, e passava il suo tempo con la gente comune e i nobili di Earlshide, migliorando i mezzi di sussistenza dei suoi cittadini. L'ammirazione, tuttavia, innescò la gelosia dei signori feudali che cercarono di proibire alle persone di emigrare nei suoi territori, finendo per farlo incastrare come uno schiavista e portando i cittadini a bruciare la casa con ancora all'interno la moglie. Nonostante i cittadini implorassero il perdono di Oliver dopo essersi resi conto di essere stati ingannati, lui, nel mezzo della disperazione, diventò un demonoide e scatenò un'esplosione magica che spazzò via tutto il territorio. In seguito cambia identità e si insidia nel regno di Earlshide come professore di scuola media, usandolo come copertura per ricerche illecite. Dopo aver concluso i suoi esperimenti con la demonizzazione di Kurt, e finendo in seguito, tuttavia, per perdere contro Shin in uno scontro, Oliver raggiunge il suo obbiettivo rovesciando l'Impero Bluespehere e trasformando i cittadini in demoni. A prescindere dall'assenza di ulteriori obiettivi, Oliver tenta di cancellare Shin considerandolo la sua più grande minaccia, solo per rendersi conto che Shin è suo figlio, in quanto sua moglie lo aveva messo al sicuro dopo aver sentito le voci sul suo conto prima di morire, ed è in conflitto se tornare a essere un umano o continuare a essere un demonoide.
Zest (ゼスト?, Zesuto)
Doppiato da: Kenjirō Tsuda
L'ex capitano del dipartimento di intelligence e maestro spia dell'Impero Bluesphere. Nonostante il suo comportamento insensibile e calcolatore, Zest si prendeva cura del benessere di tutti i suoi subordinati e delle famiglie dei defunti. Originariamente, Zest serviva in modo consistente i suoi superiori per chiedere aiuto e sostegno, finché si imbatté in dei nobili che tormentavano una giovane sorella di un suo subordinato defunto solo per salvarsi dalle spese; questo è avvenuto quando Oliver ha offerto a lui e ai suoi leali subordinati di diventare demonoidi per punire chi gli aveva fatto torto. Diede false informazioni per iniziare una guerra tra l'Impero Bluesphere e il regno di Earlshide in modo che Oliver potesse distruggere l'Impero senza le sue difese. Tuttavia, quando Oliver mostra disinteresse nel fare qualsiasi altra cosa, dopo aver appreso della sua lotta con Shin, Zest si preoccupa che qualcuno potesse resistere al suo signore. Alle spalle di Oliver, Zest ha deciso di seguire Shin o demonizzarlo per portarlo dalla loro parte.
Miria (ミリア?, Miria)
Doppiata da: Sayaka Ōhara
Una donna trasformata in una demonoide che Oliver ha preso in considerazione per la sua somiglianza con la sua defunta moglie, e che si prende cura delle sue ferite dopo il suo combattimento con Shin. È innamorata di Oliver e un giorno vuole avere un figlio con lui; tuttavia, Oliver sembra non ricambiare i suoi sentimenti.

## Media

### Light novel
L'opera, scritta e ideata da Tsuyoshi Yoshioka, ha iniziato la pubblicazione sul sito web Shōsetsuka ni narō il 2 gennaio 2015. Concepita dall'autore come una serie di romanzi amatoriali, è stata poi adattata in una serie di light novel con le illustrazioni di Seiji Kikuchi dal 30 luglio dello stesso anno e al 29 novembre 2022 diciassette volumi sono stati pubblicati sotto l'etichetta Famitsū Bunko da Enterbrain.
| Nº | Data di prima pubblicazione | Data di prima pubblicazione | Data di prima pubblicazione |
| Nº | Giapponese                  | Giapponese                  |                             |
| -- | --------------------------- | --------------------------- | --------------------------- |
| 1  | 30 luglio 2015              | ISBN 978-4-04-730586-1      |                             |
| 2  | 30 ottobre 2015             | ISBN 978-4-04-730766-7      |                             |
| 3  | 29 febbraio 2016            | ISBN 978-4-04-730977-7      |                             |
| 4  | 30 luglio 2016              | ISBN 978-4-04-734219-4      |                             |
| 5  | 30 novembre 2016            | ISBN 978-4-04-734349-8      |                             |
| 6  | 30 marzo 2017               | ISBN 978-4-04-734540-9      |                             |
| 7  | 30 settembre 2017           | ISBN 978-4-04-734777-9      |                             |
| 8  | 30 marzo 2018               | ISBN 978-4-04-735053-3      |                             |
| 9  | 29 dicembre 2018            | ISBN 978-4-04-735427-2      |                             |
| 10 | 29 giugno 2019              | ISBN 978-4-04-735671-9      |                             |
| 11 | 30 ottobre 2019             | ISBN 978-4-04-735758-7      |                             |
| 12 | 30 marzo 2020               | ISBN 978-4-04-736024-2      |                             |
| 13 | 30 settembre 2020           | ISBN 978-4-04-736186-7      |                             |
| 14 | 30 marzo 2021               | ISBN 978-4-04-736507-0      |                             |
| 15 | 30 settembre 2021           | ISBN 978-4-04-736780-7      |                             |
| 16 | 28 febbraio 2022            | ISBN 978-4-04-736930-6      |                             |
| 17 | 29 novembre 2022            | ISBN 978-4-04-737234-4      |                             |

### Manga
Un adattamento manga di Shunsuke Ogata ha iniziato la serializzazione sul sito web Young Ace Up di Kadokawa Shoten il 1º marzo 2016. Ventisette volumi tankōbon sono stati pubblicati tra il 26 novembre 2016 e il 7 agosto 2025.
| Nº | Data di prima pubblicazione | Data di prima pubblicazione | Data di prima pubblicazione |
| Nº | Giapponese                  | Giapponese                  |                             |
| -- | --------------------------- | --------------------------- | --------------------------- |
| 1  | 26 novembre 2016            | ISBN 978-4-0410-5036-1      |                             |
| 2  | 25 febbraio 2017            | ISBN 978-4-0410-5536-6      |                             |
| 3  | 25 aprile 2017              | ISBN 978-4-0410-5537-3      |                             |
| 4  | 25 luglio 2017              | ISBN 978-4-0410-5786-5      |                             |
| 5  | 24 ottobre 2017             | ISBN 978-4-0410-5787-2      |                             |
| 6  | 2 febbraio 2018             | ISBN 978-4-0410-5789-6      |                             |
| 7  | 3 luglio 2018               | ISBN 978-4-0410-6931-8      |                             |
| 8  | 4 ottobre 2018              | ISBN 978-4-0410-6932-5      |                             |
| 9  | 29 dicembre 2018            | ISBN 978-4-0410-6933-2      |                             |
| 10 | 30 marzo 2019               | ISBN 978-4-0410-6934-9      |                             |
| 11 | 26 aprile 2019              | ISBN 978-4-0410-8121-1      |                             |
| 12 | 10 settembre 2019           | ISBN 978-4-0410-8122-8      |                             |
| 13 | 4 febbraio 2020             | ISBN 978-4-0410-8123-5      |                             |
| 14 | 10 luglio 2020              | ISBN 978-4-0410-8124-2      |                             |
| 15 | 10 ottobre 2020             | ISBN 978-4-0410-9900-1      |                             |
| 16 | 10 febbraio 2021            | ISBN 978-4-0410-9917-9      |                             |
| 17 | 9 luglio 2021               | ISBN 978-4-0411-1470-4      |                             |
| 18 | 9 novembre 2021             | ISBN 978-4-0411-1471-1      |                             |
| 19 | 10 marzo 2022               | ISBN 978-4-0411-1472-8      |                             |
| 20 | 9 settembre 2022            | ISBN 978-4-04-112620-2      |                             |
| 21 | 10 febbraio 2023            | ISBN 978-4-04-113256-2      |                             |
| 22 | 9 giugno 2023               | ISBN 978-4-04-113697-3      |                             |
| 23 | 7 dicembre 2023             | ISBN 978-4-04-114242-4      |                             |
| 24 | 9 aprile 2024               | ISBN 978-4-04-114643-9      |                             |
| 25 | 10 ottobre 2024             | ISBN 978-4-04-115271-3      |                             |
| 26 | 10 marzo 2025               | ISBN 978-4-04-115798-5      |                             |
| 27 | 7 agosto 2025               | ISBN 978-4-04-116417-4      |                             |

### Anime

Logo della serie

La produzione di un anime basato sulla serie di light novel è stata resa nota il 22 settembre 2017. L'anime prodotto nel formato di serie televisiva è diretto da Masafumi Tamura e sceneggiato da Tatsuya Takahashi, animato presso lo studio Silver Link con il design dei personaggi curato da Yuki Sawairi e le musiche da Kow Otani. La serie è stata trasmessa dal 10 aprile al 26 giugno 2019 su AT-X, ABC, Tokyo MX e BS11. i☆Ris interpreta la sigla di apertura, mentre quella di chiusura è cantata da Nanami Yoshi.
| Nº | Titolo italiano (traduzione letterale) Giapponese 「Kanji」 - Rōmaji | In onda        | In onda |
| Nº | Titolo italiano (traduzione letterale) Giapponese 「Kanji」 - Rōmaji | Giapponese     |         |
| 1  | Un bambino nei boschi va nella capitale 「世間知らず、王都に立つ」 - Seken shirazu, ō miyako ni tatsu | 10 aprile 2019 |         |
| 1  | Un impiegato giapponese viene investito da un camion e si reincarna come un bambino in un mondo pieno di magia. Viene accolto dal mago Merlin Wolford che lo chiama Shin e lo cresce come suo nipote. Man mano che Shin cresce, Merlin gli insegna la magia, Melida, un'amica di Merlin, gli insegna a costruire oggetti magici e Michael, un guerriero, gli insegna a maneggiare la spada. All'età di 10 anni Shin uccide un demone e Merlin gli racconta di averlo trovato nella foresta, ma Shin ne era già a conoscenza perché ha i ricordi della sua vita precedente. All'età di 15 anni Merlin si rende conto di non aver mai insegnato a Shin le nozioni basiche della vita. Inoltre, esita a lasciare che Shin entri nella società, poiché Shin ha usato le conoscenze scientifiche della sua vita precedente per inventare incantesimi che potrebbero mettere sottosopra la società. Discutendo del problema, Shin scopre che lo zio Dis, il fratello maggiore Sieg e la sorella maggiore Chris sono in realtà il re Diseum di Earlshied, Christina della guardia reale e Siegfried il mago di corte, tutti vecchi amici di Merlin. Viene deciso che Shin frequenterà l'Accademia di magia di Earlshied per conoscere la società e farsi degli amici, così si trasferiscono in una casa in città. Durante l'esplorazione, Shin salva due ragazze dai teppisti e, non avendo mai incontrato ragazze della sua età, si invaghisce immediatamente di una di loro. |                |         |
| 2  | Il nuovo studente non convenzionale 「常識破りの新入生」 - Jōshikiyaburi no shinnyūsei | 17 aprile 2019 |         |
| 2  | Sizilien (detta Sicily) e Maria sperano di essere ammesse all'Accademia di magia proprio come Shin. Inoltre, Sicily, la ragazza di cui Shin è innamorato, ricambia i suoi sentimenti. Shin si guadagna l'inimicizia di Kurt, che se ne va dopo essere stato rimproverato da August, il figlio del re Diseum e cugino di Shin. Shin arriva primo all'esame e deve tenere un discorso. Kurt è furioso quando scopre di essere nella classe A, mentre Shin è riuscito ad accadere alla classe superiore S. Shin modifica gli incantesimi di protezione della sua uniforme dell'accademia. Sicily confida a Shin di aver ripetutamente respinto Kurt, che ora la minaccia. August usa il suo status reale per costringere Kurt ad andarsene. Shin invita tutti a casa sua per chiedere a Merlin e Melida se può modificare l'uniforme di Sicily per proteggerla da Kurt. Melida rivela che in questo modo l'uniforme di Sicily diventerebbe un tesoro nazionale. Sicily cerca di rifiutare, dimostrando a Melida di essere onesta e degna di essere protetta. Diseum chiede a Shin di non rivelare mai che è in grado di creare oggetti del tesoro nazionale o potrebbe portare a una guerra tra i regni, anche se chiede le uniformi per August, Julius e Thor mentre Maria la rifiuta. Shin si offre di riportare tutti a casa usando il suo incantesimo di teletrasporto, che doveva rimanere segreto. |                |         |
| 3  | Sorge un'emergenza! 「緊急事態発生！」 - Kinkyū jitai hassei! | 24 aprile 2019 |         |
| 3  | Shin inizia ad accompagnare Sicily da casa a scuola per proteggerla. Shin decide di non iscriversi a nessun club, così August gli suggerisce di fondarne uno proprio, al quale tutta la classe insiste per unirsi: nasce così il Gruppo di Studio Magico Finale. Il consiglio di Diseum discute dell'aumento degli avvistamenti di demoni, così Diseum ordina un'indagine. Il padre di Kurt affronta il figlio per il suo comportamento, quindi Kurt inveisce sull'inutilità dei popolani e sul suo odio per Shin, allora il padre lo punisce facendolo ritirare dall'accademia. August si chiede perché Kurt sia cambiato così radicalmente e Thor rivela che il comportamento di Kurt è cambiato dopo aver incontrato il signor Schtrom, un insegnante cieco esiliato da un altro regno. Schtrom visita Kurt e gli lancia un incantesimo. Shin rivela accidentalmente un altro segreto quando racconta ai suoi amici di aver ucciso un demone quando aveva 10 anni. Shin percepisce improvvisamente un demone prima che arrivi Kurt e cerchi di ucciderli tutti, essendosi trasformato in un demonoide. Shin costringe tutti gli altri a scappare mentre affrontare Kurt, sperando di poter distruggere la magia demoniaca risparmiando l'avversario, ma quando Kurt inizia un incantesimo che distruggerebbe l'intera accademia Shin è costretto a ucciderlo tagliandogli la testa. August lo avverte che distruggere un demonoide lo renderà famoso e la sua vita molto difficile per il prossimo futuro.                                                                               |                |         |
| 4  | Il nome dell'istigatore 「黒幕の名は」 - Kuromaku no na wa | 1º maggio 2019 |         |
| 4  | Shin ipotizza che Kurt sia stato vittima di una sperimentazione umana. Diseum consegna a Shin una medaglia per aver eliminato Kurt. Merlin è irritato dal fatto che Diseum coinvolga Shin nella politica, ma accetta che sia necessario. La fama di shin fa sì che i suoi tutor debbano mettere alla prova gli studenti che vogliono unirsi al suo gruppo di studio, per mantenere il numero dei membri gestibile. Diseum spiega al suo consiglio che la teoria di Shin su Kurt era artificiale. Due studenti riescono a entrare nel gruppo di Shin, Mark, figlio di un fabbro e Olivia, figlia di un ristoratore. Shin chiede a Mark di potenziare la sua spada per gestire meglio i suoi incantesimi. L'ufficio di sicurezza indaga su Schtrom, che esprime rimorso per la morte di Kurt. Gli investigatori lo invitano ad aiutarli analizzando il cadavere di Kurt, ma una volta al castello gli investigatori rivelano che il nome di Kurt non è mai è stato reso pubblico. Smascherato, Schtrom distrugge parte del castello. Shin lo affronta in un duello che distrugge la maschera di Schtrom, rivelando che non è cieco, ma ha occhi da demonoide. Shin lancia un incantesimo di raggio di calore così potente da trasformare il pavimento di sabbiai n vetro, lasciando Shin nel dubbio se Schtrom si sia disintegrato o sia fuggito. Il consiglio di Diseum si congratula con lui per la vittoria e, sebbene cerchi di spiegare il suo incantesimo, non hanno idea di cosa stia parlando. Alla fine viene mostrato che Schtrom è fuggito ed è sopravvissuto all'attacco di Shin. |                |         |
| 5  | Un nuovo eroe pionieristico 「破天荒な新英雄」 - Hatenkōna shineiyū | 8 maggio 2019  |         |
| 5  | Melida è preoccupata che Shin e Sicily non siano ancora una coppia. Shin condivide la preoccupazione che Schtrom sia vivo e August paga il padre di Mark per realizzare una nuova spada. Il re di Blusfia apprende da Zest, sua spia, che Earlshied è tormentato dai demoni e ha intenzione di invadere il suo regno. Shin decide di comprare un anello a Sicily, tuttavia questa si rattristisce quando lui le rivela che serve per un altro incantesimo di difesa, facendo arrabbiare i suoi amici per la sua idiozia. Diseum consegna a Shin la sua medaglia in una cerimonia pubblica e promette che il ragazzo non sarà mai usato in politica o in guerra. Shin decide di aiutare i suoi amici a salire di livello, ma si trova in difficoltà perché lanciare i suoi incantesimi richiede una comprensione della scienza che i suoi amici non possiedono. Schtrom e la sua subordinata Miria vengono mostrati mentre manipolano segretamente il re di Blusfia. Gli amici di Shin sono ispirati quando Merlin spiega che è possibile imparare gli incantesimi di Shin, mostrando che ora può usare l'incantesimo di teletrasporto di Shin. Shin prende la sua nuova spada, dotata di una lama estraibile per facilitarne la sostituzione in caso di rottura. August si chiede se il design possa essere utilizzato dall'esercito per ridurre i costi, soprattutto con l'avvicinarsi della guerra contro Blusfia. Nonostante la promessa di Diseum, Shin decide di partecipare alla guerra, se necessario, per proteggere la sua famiglia e i suoi amici.                                |                |         |
| 6  | Scoppio di guerra e un esercizio di allenamento congiunto 「開戦と合同訓練」 - Kaisen to gōdō kunren | 15 maggio 2019 |         |
| 6  | Earlshied sconfigge l'esercito di Blusfia. Schtrom uccide il re e distrugge Blusfia, trasmettendo un messaggio al consiglio di Diseum, dove riporta di aver distrutto Blusfia e trasformato una dozzina dei suoi maghi più forti in demonoidi sotto il suo controllo. Diseum dichiara che gli studenti dell'accademia devono allenarsi insieme agli studenti dell'Istituto Militare dei Cavalieri, sconvolgendo tutti perché gli studenti di tale accademia sono notoriamente dei bulli. Shin forma una squadra con August, Sicily, Maria e quattro cavalieri, Kreis, Miranda, Neun e Kent. Stufo degli atteggiamenti dei cavalieri, August ordina a Shin di lasciare che i cavalieri combattano i demoni senza di loro. Shin viene a sapere che i loro consiglieri di squadra sono Siegfried e Christina. Dopo essersi imbattuti in un demone cinghiale, i cavalieri vengono rapidamente sconfitti, costringendo Shin a salvarli tagliando la testa del mostro. I cavalieri si rendono conto di quanto debbano ancora imparare e di quanto sia important il supporto di un mago. Sicily cura le loro ferite, facendo sì che i tre ragazzi cavalieri si prendano una cotta per lei, provocando la gelosia di Shin, Maria e Miranda. Altri demoni attaccano e Shin, infastidito, li distrugge tutti con un'enorme esplosione. Impressionata, Miranda si scusa per essere stata gelosa delle capacità di Shin, poi si scusa con Sicily per aver insultato il suo ragazzo, causando un enorme imbarazzo sia a Shin che a Sicily, che insiste che non stanno ancora uscendo insieme.            |                |         |
| 7  | Andiamo al campo! 「合宿に行こう！」 - Gasshuku ni ikō! | 22 maggio 2019 |         |
| 7  | I cavalieri e i maghi iniziano a imparare a combattere insieme, ma le altre squadra di maghi/cavalieri non riescono ad andare d'accordo. Shin si sente in colpa dopo aver appreso che, avendo insegnato alcuni dei suoi incantesimi al suo club di studio, dopo il diploma saranno costretti a formare una squadra speciale, sotto il comando di August, e saranno sorvegliati dal regno per il resto della loro vita. Tuttavia, l'intero club è soddisfatto, poiché lo considera un riconoscimento delle proprie capacità e una carriera garantita. Giorni dopo August comunica loro che la maggior parte di Blusfia è stata distrutta e che dalla popolazione sono stati creati altri demonoidi. Sospettando che dietro a tutto ciò ci sia Schtrom, Shin decide di sottoporre i membri del club a un campo di addestramento durante le vacanze estive, e Sicily offre l'uso di una sorgente termale di sua proprietà. Merlin e Melida insistono per venire come accompagnatori, non fidandosi di ragazzi e ragazze insieme senza la supervisione di un adulto. Al resort anche i domestici della famiglia di Sicily la prendono in giro per la sua futura relazione con Shin. Merlin è felice di scoprire che Shin si è fatto degli ottimi amici maschi. Melida si diverte a far ingelosire le ragazze sulle rispettive dimensioni del seno nella sorgente termale, poi dichiara che lei e Merlin hanno intenzione di allenare i membri del club affinché siano il più forti possibile.                                                                                                   |                |         |
| 8  | Una promessa illuminata dalle stelle 「星空の誓い」 - Hoshizora no chikai | 29 maggio 2019 |         |
| 8  | Shin riesce a rendere ancora più forte il suo incantesimo di esplosione, guadagnandosi la punizione di Melida per la sua imprudenza. August e Shin si recano a casa di August e trovano la fidanzata Elizabeth e la sorellina May, entrambe furiose per non essere state invitate da August a conoscere Melida e ora insistono per partecipare al campo di addestramento. Elizabeth ammette di avere un secondo fine: assicurarsi che Shin non le porti via August, dal momento che Shin è l'unica persona di cui August parla. August avverte Shin che se non si confesserà presto a Sicily, lei potrebbe mettersi con qualcun altro. Più tardi, quando Sicily gli confessa il desiderio di avere dei figli con Shin, quest'ultimo capisce che August ha ragione e confessa il suo amore a Sicily, che gli rivela di amarlo anche lei e diventa la sua fidanzata, anche se il loro primo bacio viene rovinato quando si rendono conto che tutti i loro amici, Merlin, Melida e i servi di Sicily li stavano spiando. Il giorno dopo Shin insiste per allenarsi in spiaggia, usando come scusa per giocare a pallavolo con i maghi. A tarda notte tutti ricordano la loro infanzia, ma quando Melida irrompe nella stanza per dire loro di dormire, tutti si nascondono sotto le coperte. Shin salta accidentalmente nel letto di Sicily per nascondersi, ma le sue grida mettono in allarme Melida, che li rimprovera senza pietà. |                |         |
| 9  | Il nipote, l'equipaggiamento magico, e la festa di fidanzamento 「孫と魔道具と婚約披露」 - Mago to madō gu to kon'yaku hirō | 5 giugno 2019  |         |
| 9  | Shin informa i genitori di Sicily, Cecil ed Eileen, che stanno uscendo insieme. Cecil è felicissima, ma Eileen lo avverte che il fatto che Sicily sia figlia di un visconte comporta delle aspettative, così Shin accetta di diventare il fidanzato di Sicily. Merlin invita Elizabeth e May a partecipare all'addestramento di Shin. Elizabeth ammette di non saper usare la magia, mentre May mostra un certo potenziale. I demoni di Schtrom attaccano le carovane di mercanti, interrompendo le forniture di cibo del Paese. Shin inventa un incantesimo che gli permette di volare, ma ancora una volta nessuno capisce la sua spiegazione. Melida e Merlin spiegano ai genitori di Sicily che Shin non è il loro nipote biologico, ma Cecil ed Eileen li rassicurano che accettano Shin per il suo carattere, non per la sua discendenza. Shin crea altri abiti del tesoro nazionale per proteggere i membri del club durante la loro prossima caccia ai demoni. Poiché May si sente esclusa, crea un dispositivo magico per permetterle di parlare con loro durante la caccia, facendo infuriare Melida per aver creato un altro dispositivo che altera la società. Shin lascia che siano i membri del club a combattere, dimostrando che ora sono abbastanza forti da uccidere i demoni senza di lui. Shin e Sicily partecipano a una festa per annunciare il loro fidanzamento. Nonostante il processo formale di fidanzamento, Shin aspetta fino a dopo la festa per chiedere privatamente a Sicily di sposarlo con un anello di fidanzamento.                                    |                |         |
| 10 | La caduta dell'Impero 「滅亡する帝国」 - Metsubō suru teikoku | 12 giugno 2019 |         |
| 10 | Schtrom completa la distruzione dell'Impero demonizzando i popolani che uccidono la nobiltà. Con l'Impero distrutto, Schtrom afferma di aver raggiunto il suo obiettivo e di non aver più bisogno di un esercito, quindi libera i demonoidi. Miria mette in dubbio il suo odio per l'Impero, così Schtrom spiega che era un nobile dell'Impero, ma non era d'accordo con il fatto che l'Impero tenesse gli schiavi e rendeva la vita dei popolani il più prospera possibile. Gli altri nobili lo odiavano perché la maggior parte della loro forza lavoro si era trasferita nelle terre di Schtrom, riducendo i loro profitti fiscali, così re Herald incastrò Schtrom per aver rapito i popolani che vivevano nelle sue terre per venderli come schiavi. I popolani furiosi diedero fuoco alla casa di Schtrom, uccidendo la moglie Aria incinta di suo figlio. Infuriato per il dolore, Schtrom si demonizzò e giurò di distruggere l'Impero di Blusfia. Ora che ha raggiunto il suo obiettivo, Schtrom si ritrova senza uno scopo. Zest invia il suo subordinato Lawrence a convincere i demonoidi ad attaccare il regno di Sweed, vicino a Earlshied, nella speranza di attirare Shin in una battaglia e fornire a Schtrom il suo nuovo obiettivo di distruggere il ragazzo. Durante la cerimonia di nomina di August come erede ufficiale di Diseum, giunge loro la notizie dell'attacco a Sweed. Shin annuncia il nuovo nome del suo club, Ultimate Magicians, prima di volare alla volta di Sweed.                                                                                   |                |         |
| 11 | Il più potente gruppo di maghi di sempre 「史上最強の魔法師集団」 - Shijō saikyō no mahōshi shūdan | 19 giugno 2019 |         |
| 11 | Shin e gli Ultimate Magicians arrivano a Sweed in pochi minuti e iniziano a massacrare i demonoidi, mentre August tiene un discorso per radunare i cittadini e i soldati di Sweed. Durante la battaglia i maghi fanno diverse scoperte: tutti i demonoidi sono comuni cittadini del distrutto Impero di Blusfia, hanno in qualche modo conservato la loro sanità mentale e nutrono un odio per la nobiltà. Sicily si occupa di curare i feriti. Lawrence osserva Shin in segreto e rimane stupito dalle sue capacità magiche, arrivando a credere che non abbia punti deboli che Schtrom possa sfruttare. August e Maria affrontano il leader dei demonoidi, Fabro, e alla fine lo sconfiggono nonostante l'uso di oggetti magici difensivi rubati ai soldati di Sweed. Con oltre cento demonoidi morti, Lawrence è scioccato non solo dalla potenza di Shin, ma anche da quella degli Ultimate Magicians. Nelle vicinanze, Zest si chiede se non sia il caso di riconsiderare la manipolazione di Schtrom per farlo combattere contro Shin, non sapendo se riuscirà a sopravvivere. Dovendo salvare Lawrence e quanti più demonoidi possibile, Zest chiede a Maria di intervenire. Schtrom, che ha sempre saputo del piano di Zest, decide di assecondarlo. |                |         |
| 12 | E così, fuori nel mondo... 「そして、世界へ...」 - Soshite, sekai e | 26 giugno 2019 |         |
| 12 | Con Miria come distrazione, Lawrence e i demonoidi si ritirano. Sicily non riesce a curare le ferite di un uomo, ma Shin inventa un incantesimo di guarigione in più fasi, salvando la vita dell'uomo e lasciando August a chiedersi quanto potente diventerà Shin. August chiede a Sweed di stringere un'alleanza con Earlshied nel caso in cui uno dei due regni venga attaccato. August e Shin decidono di recarsi in quanti più regni possibili per stringere alleanze e permettere a Shin di teletrasportarsi in qualsiasi regno venga attaccato. Diseum è orgoglioso che August intenda cercare alleanza con altri regni. Merlin e Melida dicono a Shin di tenere August al sicuro durante il suo viaggio. Elizabeth e May insistono per andare anche loro, come tutti gli Ultimate Magicians. Schtrom è irritato dal fatto che i suoi subordinati abbiano perso contro Shin, ma chiede a Maria di tenerlo informato se il loro piano di concepire un figlio insieme è andato a buon fine. Zest non sa se essere contento o se temere che Schtrom abbia deciso di fare della sconfitta di Shin il suo nuovo scopo. Shin e i maghi partono per il prossimo regno. Merlin e Melida si rendono conto che per una volta possono rilassarsi, solo che i maghi si teletrasportano indietro, rivelando che intendono teletrasportarsi ogni notte per risparmiare sull'affitto di stanze per quattordici persone. |                |         |